# Beck Weathers
Seaborn Beck Weathers (16 de diciembre de 1946) es un patólogo, montañero y autor estadounidense nacido en Texas. Sobrevivió al desastre del Everest de 1996, hecho narrado por el periodista y alpinista Jon Krakauer en su libro Into Thin Air (1997), adaptado al cine en las películas Tragedia en la montaña (1997) y Everest (2015), siendo encarnado en esta última por el actor Josh Brolin

## Juventud y vida personal
Weathers nació en una familia militar. Fue a la universidad en Wichita Falls, se casó y tuvo dos hijos. En 1986, se apuntó a un curso de montañismo y más tarde decidió intentar la subida a las Siete Cumbres. Consideraba a Richard Bass, el primer hombre que subió las Siete Cumbres, una "inspiración" al hacer que coronar el Everest pareciera posible para la "gente normal". En 1993, Weathers hacía un ascenso guiado al macizo Vinson y se encontró con Sandy Pittman, montañera con la que coincidiría más tarde en el Everest en 1996.

## Monte Everest
En mayo de 1996, Weathers era uno de ocho clientes que iban junto con el guía Rob Hall, de Adventure Consultants, al monte Everest. Weathers, que había sido operado de una queratotomía radial recientemente, descubrió enseguida que estaba cegado por los efectos de la sobreexposición a la radiación ultravioleta y de la altitud. De estos últimos no se había informado en su momento. El 10 de mayo, día en el que iban a intentar hacer cumbre, Hall, tras ser informado por Weathers de su falta de visión, quiso que este descendiera hasta el campamento IV inmediatamente. Aun así, creyó que su visión podría mejorar cuando el sol saliera, así que Hall le aconsejó que esperara en el Balcón (a 8.400 m s. n. m.) hasta que el mismo Hall volviera para descender con él.
Hall, que estaba en lo alto esperando a que otro cliente alcanzara la cima, murió más tarde en lo alto de la montaña. Weathers finalmente empezó a descender con el guía Michael Groom, que le llevaba atado en corto. Cuando la tempestad de nieve los golpeó, Weathers y otros diez escaladores se desorientaron en la tormenta, y no pudieron encontrar el campamento IV. En el momento en que hubo una pausa de unas horas en la tormenta, Weathers estaba tan débil que él y otras tres personas fueron dejados allí mientras los demás iban a pedir ayuda. Anatoli Bukréyev, un guía en otra expedición dirigida por Scott Fischer, llegó más tarde y rescató a varios escaladores, pero durante ese tiempo Weathers se había puesto de pie y desaparecido en la noche. Al día siguiente, otro cliente del equipo de Hall, Stuart Hutchison, y dos sherpas llegaron para comprobar el estado de Weathers y de otra cliente amiga, Yasuko Namba. Creyendo que Weathers y Namba estaban a punto de morir y que no saldrían vivos de la montaña, Hutchison y el resto les dejaron y regresaron al campamento IV.
Weathers pasó la noche en un vivac abierto, en medio de la ventisca, con la cara y las manos expuestas. Al despertar, se dirigió monte abajo en dirección al campamento IV por su propio pie. Sus amigos escaladores dijeron que su mano y su nariz congeladas parecían como si estuvieran hechas de porcelana, y que no esperaban que sobreviviera. Bajo esta premisa, intentaron que estuviera cómodo hasta que muriera, pero sobrevivió otra noche helada, sólo en una tienda, incapaz de comer, beber o mantenerse cubierto con el saco de dormir. Sus gritos de ayuda no podían escucharse debido a la tormenta y sus compañeros se quedaron sorprendidos de encontrarle vivo y coherente al día siguiente.
Weathers fue más tarde ayudado para que caminase, con los pies congelados, hasta un campamento más bajo, donde fue atendido por un equipo de evacuaciones médicas en altitud dotado de un helicóptero. Tras su evacuación del Cwm Occidental en helicóptero, le amputaron el brazo derecho entre el codo y la muñeca, los cinco dedos de la mano izquierda así como partes de ambos pies. También sufrió la amputación de la nariz, que fue reconstruida con tejido de su oreja y frente.

## Después del Everest
Weathers escribió un libro sobre su experiencia, Left for Dead: My Journey Home from Everest (2000), y continuó practicando la medicina y dando discursos motivacionales. Vive en Dallas, Texas.

## En la ficción
Richard Jenkins retrató a Weathers en una película para televisión llamada Into Thin Air: Death on Everest, estrenada en 1997. Josh Brolin más tarde hizo lo mismo en la película de 2015 Everest.